# Pius X-kerk (Eindhoven)

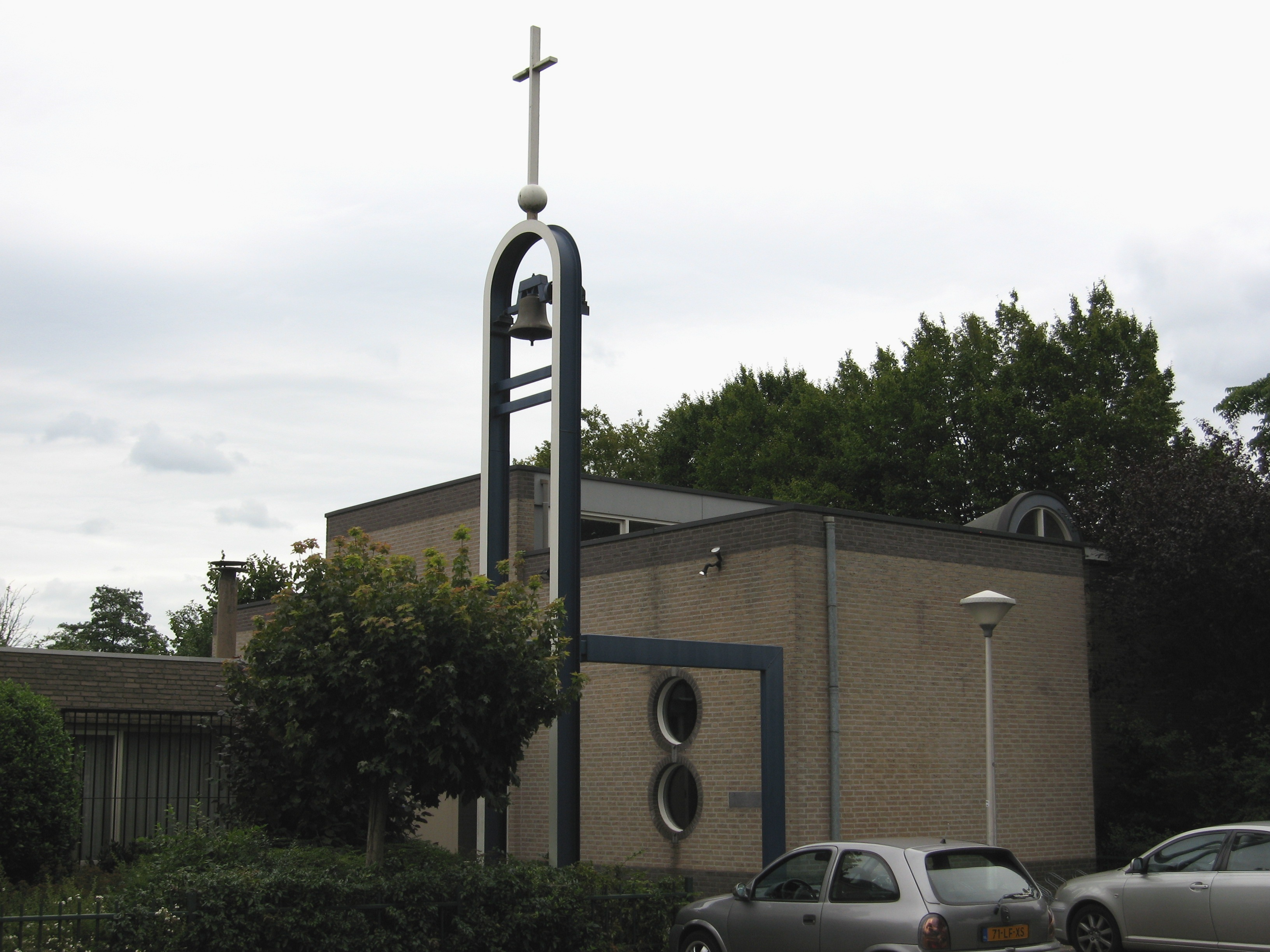

De Pius X kerk is een rooms-katholieke parochiekerk in het Eindhovense stadsdeel Stratum, gelegen aan Kardinaal de Jongweg 71.

## Geschiedenis

### Grote Pius X
De Pius X kerk kwam tot stand in 1960. Architect was Theo Boosten. De kerk was bestemd voor de parochianen in de nieuwe buurt Burghplan, welke voordien enige tijd in een houten noodkerk hadden gekerkt.
Het betrof een modernistisch bouwwerk, waarbij vooral de open toren met een aanbouw in open betonskeletbouw opviel. De kerk zelf betrof een grote ruimte onder een groot zadeldak. Van het gebouw vielen de goed zichtbare betonskeletdelen op. Begin jaren 80 van de 20e eeuw werd in het koor een kleinere ruimte gebouwd waarin de kerkdiensten konden plaatsvinden, en in 1992 werd de kerk gesloten en gesloopt.

### Kleine Pius X
Nadat in 1992 de Pius X kerk werd gesloopt, kwam een kleiner gebouw in gebruik. Sinds 2002 is het een hulpkerk van de parochie Stratum, waarvan de Gerardus Majellakerk de hoofdkerk werd. Toen deze in 2013 ook gesloten werd, bleef dit kerkje voorlopig gehandhaafd als hulpkerk van de Sint-Joriskerk voor de parochie Eindhoven-Zuid. Het is een zeer bescheiden doosvormig gebouwtje met een klokkentorentje uit metaalprofiel. Architect was G.Peeren. Gerealiseerd in 1992 door aannemingsbedrijf Verest bv. onder leiding van dhr. J.W.F.C. van Gils. Achter de natuurstenen gedeksteen bij de entree is een loden koker ingemetseld met documenten en betaalmiddlen uit die tijd.